# Sinutor
Sinutor is een geslacht van weekdieren uit de klasse van de Gastropoda (slakken).

## Soort
- Sinutor incertus (Reeve, 1863)